# آلان بيرلينر
آلان بيرلينر هو منتج أفلام وكاتب سيناريو ومخرج بلجيكي، ولد في 21 فبراير 1963 في بروكسل في بلجيكا.

## وصلات خارجية
- آلان بيرلينر على موقع IMDb (الإنجليزية)
- آلان بيرلينر على موقع ألو سيني (الفرنسية)
- آلان بيرلينر على موقع أول موفي (الإنجليزية)
- آلان بيرلينر على موقع قاعدة بيانات الأفلام السويدية (السويدية)
- آلان بيرلينر على موقع قاعدة بيانات الفيلم (الإنجليزية)
- آلان بيرلينر على موقع كينوبويسك (الروسية)